# 亞當斯 (伊利諾伊州)
亞當斯（英語：Adams）是位於美國伊利諾伊州亞當斯縣的一個非建制地區。該地的面積和人口皆未知。

## 地理
亞當斯的座標為39°51′54″N 91°11′53″W / 39.86500°N 91.19806°W，而該地的平均海拔高度為235米（即771英尺）。